# Platylabus victorianus
Platylabus victorianus är en stekelart som beskrevs av Heinrich 1974. Platylabus victorianus ingår i släktet Platylabus och familjen brokparasitsteklar. Inga underarter finns listade i Catalogue of Life.